# Marina (Guillermo Silveira)
Marina es una de las obras más extensas a la vez que menos conocidas del pintor y escultor español Guillermo Silveira (1922-1987). Está realizada a base de técnicas mixtas sobre «aglomerado o TAM [tablero aglomerado de madera], con el fin de que no pueda deformarse», sus dimensiones son de 89 x 189,5 cm, equivalentes a una superficie aproximada de 1,7 m², y le fue encargada por su amigo y crítico de arte Antonio Zoido para su segunda residencia en Punta Umbría.
En cuanto a su temática se trata de una pieza poco habitual en el conjunto del panorama pictórico extremeño de la segunda mitad del siglo xx, caracterizado en lo tocante a la misma por su «preferencia absoluta por la figura humana como tema […] y su casi absoluta incapacidad o ignorancia del paisaje abierto».

## Contexto y características
Considerando la fecha que aparece en el ángulo inferior izquierdo («68»), el cuadro se debió pintar en su domicilio estudio de la antigua calle del Pilar (hoy Avda. Antonio Montero Moreno) n.º 1-3.º izda. de la capital pacense, en el que el artista residió con su familia desde mediados de 1962 hasta finales de los años 1960 o comienzos de la década siguiente en que se trasladó al bloque de suboficiales del Ejército del Aire, ubicado en Traseras de Colón n.º 1-1.º 2, si bien no debe excluirse la probabilidad de que fuese ejecutado in situ durante alguno de sus frecuentes viajes de entonces a la provincia de Huelva.
A este respecto cabe hablar de un claro interés, poco visible en otros autores de su mismo ambiente artístico como Francisco Pedraja o Vaquero Poblador, si bien en este último caso se conocen varias piezas de este género pintadas en diversas ciudades de Europa del Norte a lo largo de los años 1960 y 1970, por una serie de temas relacionados con el mar, patente en obras como A la espera (Punta Umbría), Barcas en el muelle (Punta Umbría), Barco Elvira Pelayo (Punta Umbría), Hijos del mar (ant. 1960. Col. particular, Talavera la Real), el «casi abstractismo» de Héroes del mar (Punta Umbría), Muelle de pescadores (Punta Umbría), Viejo solitario (Punta Umbría), «la expresión sin adjetivos de El mar» (expuestas en Badajoz en mayo de 1963), Nostalgia del mar (presentada asimismo en Badajoz a finales de 1966), Marina (1970), Barcos (años 1970), Barcos viejos (ya de 1977), Puerto (años 1980), cuyo origen podría rastrearse en su estancia como auxiliar de Meteorología en el Observatorio de Huelva del 16 de diciembre de 1941 a principios de 1943, salvo un corto regreso a Sevilla, considerada por el profesor Moral Martínez como su «primer contacto con el mar».
Se puede resaltar también en este aspecto la celebración de la «Exposición de Pinturas de G. Silveira García-Galán» (Escuela Municipal de Punta Umbría [Huelva]. Calle Ancha, 4-11 de agosto de 1962), así como su participación en la «II Exposición Nacional de Pintura sobre Temas Navales» convocada por la Obra Sindical de Educación y Descanso y clausurada en los salones de la Cámara de Comercio de Santander el 8 de julio de 1968, a la que concurrió con el óleo titulado La espera y la semilla.
Casi la totalidad del espacio figurativo del cuadro la ocupa un dilatado paisaje portuario tratado con un punto de perspectiva alto que da a la escena, envuelta en una suave luz de amanecer, un particular protagonismo. Cromáticamente predominan los colores azulados, grisáceos o sienas contrapuestos a una serie de tonos complementarios (rojizos, verdosos), dispuestos a manera de pequeños planos muy delimitados.

## Exposiciones
- «Búsquedas». Palacio de los Barrantes-Cervantes. Trujillo (Cáceres), 15 de septiembre-29 de octubre de 2017 (sin numerar).[12]

## Obras relacionadas
- Hijos del mar, ant. 1960. Óleo sobre tela de saco, 69 x 102 cm. «Exposición de Óleos: Guillermo Silveira García-Galán». Casa de la Cultura de la Diputación Provincial. Badajoz, 1-9 de diciembre de 1959 (n.º 2). «Exposición de Óleos de Guillermo Silveira García-Galán». Sala de exposiciones de la Sociedad de Instrucción y Recreo Liceo de Mérida (Badajoz), 11-17 de diciembre de 1961 (n.º 27). Col. particular, Talavera la Real, Badajoz.[9]

### Hemerografía
- Medina, Tico (23 ene. 1969). «Las cosas y las gentes de esta tierra: El pintor». Informaciones. Crónica de España (Madrid): 25.